# Katarimono
katarimono (jp: 語り物) hace referencia  a los géneros de música vocal japonesa donde tiene mayor importancia la declamación del texto que el elemento melódico. 
Al katarimono pertenecen todos los estilos de jōruri (gidayūbushi), tokiwazubushi (常磐津(節), kiyomotobushi (清元節), shinnaibushi (新内節), el heikyoku (平曲) y el yōkyoku (謡曲). El utaimono (歌物), por el contrario da mayor importancia al elemento melódico, aquí se incluyen el rōei (朗詠) y el saibara (催馬楽).